# Pápulas e placas urticariformes e pruriginosas da gravidez
Pápulas e Placas Urticariformes e Pruriginosas da Gravidez (PPUPG, por vezes PUPPP, do acrónimo inglês para Pruritic Urticarial Plaques and Papules of Pregnancy) são erupções cutâneas crónicas semelhantes à urticária que ocorrem em algumas mulheres durante a gravidez. Embora extremamente desconfortáveis devido ao prurido, não apresentam riscos a longo prazo para a mãe ou para o bebé. As PPUPG começam geralmente no abdómen e espalham-se para as pernas, pés, braços, peito e pescoço.